# Eursinge (Westerveld)
Eursinge is een gehucht in de gemeente Westerveld, in de Nederlandse provincie Drenthe. Tot 1998 behoorde het tot de gemeente Havelte.
Eursinge is ten zuidwesten van Havelte gelegen en wordt ook wel eens geduid als een buurtschap. Ten noorden van Eursinge ligt de Eursingerbinnenesch, waardoor het ook wel een esdorp of esgehucht wordt genoemd. Het is sinds 1969 een van de vier beschermde dorpsgezichten van Havelte, samen met Havelte-oud, De Wal en Omgeving hervormde kerk. 
In 1313 werd Eursinge vermeld vermeld als Oeveressingen en in 1368 als Oversinghe goet.